# Ovanlig sjukdom
En ovanlig sjukdom (även ovanlig diagnos, sällsynt sjukdom eller sällsynt diagnos) är en sjukdom som påverkar en liten andel av en befolkning. I Sverige definieras en diagnos som ovanlig om den påverkar färre än en person per 10 000 invånare i Sverige medan EU definierar en diagnos som ovanlig om den påverkar färre än fem personer per 10 000 invånare inom EU. För att sjukdomen ska kallas ovanlig i Sverige krävs det också att tillståndet leder till omfattande funktionsnedsättning. Det är vanligt att det finns begränsad kunskap kring sjukdomarna och många av diagnoserna är kroniska, livslånga, genetiska och det är även vanligt att dessa sjukdomar är en kombination av olika symptom. Det uppskattas att det finns mellan 6 000 och 8 000 ovanliga diagnoser och att de omfattar ungefär två procent av Sveriges befolkning. Trots att varje enskild sjukdom drabbar få individer, är gruppen med ovanliga sjukdomar överlag ansenlig. Drabbade eller närstående i Sverige kan söka stöd och information från respektive centrum för sällsynta diagnos (CSD) i sin sjukvårdsregion.